# Sayeba Akhter
Sayeba Akhter (nacida en 1953) es una médica de Bangladés. Ha dedicado su carrera profesional a la eliminación de la fístula obstétrica. Es miembro ejecutivo de la Sociedad Internacional de Cirujanos de Fístula Obstétrica y anteriormente ocupó el puesto de Presidenta de la Sociedad de Obstetricia y Ginecología de Bangladés. Dirige dos organizaciones benéficas, en Daca y Gaibandha, que se centran en la educación de niñas en situaciones desfavorecidas.

## Biografía
Akhter nació en Chittagong. Ella ha declarado que la devoción de los médicos que conoció durante su formación médica la inspiró en ayudar a las madres jóvenes. Akhter obtuvo su título de medicina en la Universidad Médica Bangabandhu Sheikh Mujib.

## Trayectoria Científica
Ocupó el puesto de Jefa del Departamento de Obstetricia y Ginecología del Dhaka Medical College and Hospital. En 2000, Akhter creó un tapón globo uterino de bajo costo (UBT) a partir de un catéter y de un preservativo. En el momento en que creó el UBT, alrededor del 40% de las muertes maternas en Bangladés ocurrían debido a hemorragias posparto. El UBT que Akhter creó sirve para prevenir el sangrado después del parto y el costo total es inferior a $5. Su dispositivo ha tenido un impacto considerable en la salud de las mujeres en todo el mundo, principalmente debido a la prevención hemorragias posparto en madres. Este nuevo enfoque ha sido bautizado como el "Método de Saeyba" y se ha enseñado a médicos y parteras en países en vías de desarrollo.
La fístula obstétrica es común en Bangladés debido a la cantidad de jóvenes madres que no están preparadas físicamente para el parto. Además de no estar preparadas físicamente, estas mujeres sufren de estigma social cuando solicitan ayuda, y hay una escasez de médicos capacitados para manejar la afección. En 2005, Akhter abrió un centro nacional en el Dhaka Medical College and Hospital donde capacitó a médicos para tratar fístulas obstétricas. Estableció el centro en colaboración con la Campaña del Fondo de Población de las Naciones Unidas para poner fin a la fístula después de estudiar los métodos utilizados en el Addis Ababa Fistula Hospital de Etiopía. El programa comenzó con un mes de formación y fue financiado por el Banco Islámico de Desarrollo. Entre 2005 y 2011, el centro trató a casi cuatrocientos pacientes, a quienes también enseñó pacientes actividades generadoras de ingresos para que pudieran ser más independientes una vez que salieran del hospital. El Instituto de Fístula y Salud de la Mujer de MAMM (MIFWOH), fue establecido formalmente por Akhter en 2012.
En 2008 Akhter fue elegida Presidenta de la Sociedad de Obstetricia y Ginecología de Bangladés. Ha estado involucrada con la Federación Internacional de Ginecología y Obstetricia (FIGO) desde entonces, sirviendo en el Comité de Trauma Genital. Juntos desarrollaron la Iniciativa de formación en cirugía de fístula obstétrica y el Manual de capacitación de cirugía de fístula basada en las competencias globales destacadas por FIGO. La escasez de cirujanos especialistas implica que solo una de cada cincuenta mujeres tiene acceso a un cirujano capacitado. Además de aumentar la capacidad de los médicos y cirujanos de Bangladés, Akhter ha trabajado con el Gobierno de Bangladés para reducir la prevalencia de fístula obstétrica en el país. En 2017, el Gobierno de Bangladés aumentó la edad legal para contraer matrimonio, y desde entonces sólo mujeres de más de dieciocho años pueden contraer matrimonio. En 2019 se anunció que Akhter y FIGO habían formado a más de 50 cirujanos que habían brindado más de 7,500 operaciones en África y Asia.
Recientemente, Akhter ha trabajado con personas de la minoría rohingya que habían huido de Birmania a Bangladés. Las mujeres y las niñas rohingya tienen acceso limitado a métodos de higiene menstrual, a planificación familiar y a salud materna.

### Premios y honores
Akhter ha ganado varios premios y honores, incluidos los Premios Anannya Top Ten, el Premio Women Super Achiever, los Premios Madre Teresa y el Premio Lifetime Achievement. Ha obtenido becas honorarias del Real Colegio de Obstetras y Ginecólogos de Reino Unido, del Colegio de Salud Materna e Infantil de India, del Colegio de Médicos y Cirujanos de Pakistán y de la Academia India de Obstetricia y ginecología.